# Puerto Mosquito
Puerto Mosquito es un centro poblado situado en el municipio de Gamarra, en el departamento de Cesar, en Colombia. Tiene una población de unos 3080 habitantes, y está ubicado al sur del departamento. Este centro poblado está ubicado a unos 28 kilómetros de Aguachica, y a aproximadamente 15 kilómetros de Gamarra por vía fluvial. Puerto Mosquito es el centro poblado más grande que tiene el municipio de Gamarra. Se caracteriza por la actividad agrícola, donde el cultivo del algodón predomina y es la fuente de empleo, y recientemente también se enfoca en la siembra y cultivo de palma de aceite, además de la actividad pesquera y ganadera.

## Historia
Su nombre se debe a la Hacienda de Mosquito, administrada por los Guevara. Entre sus personajes más importantes sobresale el señor José de los Santos Reyes, Rubén Fernández y Sinforiano. Se destacaron por ser unos buenos políticos, buscando a través de ella el bienestar de la región. Posee servicios de agua, luz, teléfono y puesto de salud. Conseguidos a través de apoyo de las administraciones municipales y departamentales. Las oficinas de Telecom eran atendidas por la señora Belia Aconcha y el puesto de salud ha sido atendido por varias enfermeras. Las fiestas patronales se hacen en honor a san Isidro Labrador, la señora Delfina Reyes encargada de preparar a los niños para la primera comunión. Su economía se fundamenta en el cultivo de algodón, sorgo, maíz y patilla, siendo éstos su mayor fuente de trabajo. Sus personajes populares corresponde a Sinforiano, Alcaldio Luna y Lucho Cueto.

## Caracterización histórico geográfica
Puerto Mosquito está ubicada a una distancia aproximada a los 17 kilómetros del perímetro urbano de Gamarra, siendo junto a Mahoma, uno de los centros poblados más alejados de la cabecera municipal, situación que propicia un intercambio comercial y afectivo con su vecino más inmediato, Aguachica. Para llegar a Puerto Mosquito se debe primero pasar por el Municipio de Aguachica, dadas las malas condiciones del carreteable que comunica a este centro poblado con el resto del Municipio. Caracteriza a esta región una población que se presenta como un pueblo próspero, dinámico y más avanzado que el resto de los centros poblados del Municipio de Gamarra. Ser vecino de Aguachica le delega una condición de ventaja en términos de posibilidad de intercambios comerciales. Además su volumen de producción algodonera lo coloca en la cúspide de esta producción en el Sur del Cesar. Población: Puerto Mosquito cuenta con 198 viviendas, 385 familias que en promedio tiene 7 y 8 personas, en su gran mayoría niños y jóvenes, para un total de más o menos 3080 personas. Un porcentaje mínimo del 30% de la población emigra por temporada pero igualmente el pueblo recibe un promedio de 200 “caminantes” que llegan por las épocas de cosechas del algodón, maíz y sorgo. Estos habitantes de paso permanecen en el lugar unos dos meses, mientras dura el tiempo de la recolección de algodón, luego se van. Esta dinámica poblacional genera un impacto social que el centro poblado no está preparado para afrontar.

## Cultura
Entre los pueblos más senteros se destaca Puerto Mosquito, el Santo patrón de Puerto Mosquito es San Isidro Labrador, al cual se le celebra el 15 de mayo con una misma, pero es San Martín de Loba, el día 11 de noviembre, quien moviliza a la población en un evento donde se organizan todo tipo de actividades sociales. Otra fiesta de importancia para los pobladores es el 16 de julio día de la Virgen del Carmen, la fiesta de los choferes que se da como bombos y platillo, pero la cosa no queda ahí, el día 14 de septiembre celebra la fiesta del Santo Cristo. Y si aun quedan ánimo, se organizan para celebrar las fiestas carnestoléndicas. Hasta hace dos años o más se contaba con un grupo folclórico que amenizaba todos los actos festivos del centro poblado y a veces se realizaban intercambios culturales con la cabecera municipal, pero la falta de apoyo para estas manifestaciones marcó su desaparición, igualmente las actividades o disciplinas artísticas que se venían implementando en la escuela.Todas las actividades recreativas se limitan a la pequeña cancha de fútbol o al parque, único espacio de esparcimiento (además de cuatro expendios de bebidas alcohólicas llamada discotecas, cantinas o billares). No existe organización para la promoción de los espacios lúdicos, culturales, lo que se presenta como un tema delicado dado que existe una población estudiantil de 237 escolarizado sin que se sepa cuantos descolarizados existen.Por esto, y otros factores no menos significativos, se hace necesario el diseño de una política cultural municipal que contemple la expresión artística, el ocio, la recreación e inversión del tiempo libre como fundamento de integridad de desarrollo humano y que se repiense el municipio como un todo, sin exclusión de ningún género.
- Datos: Q6092141